# Johan Pennerborn
Johan Pennerborn, född 27 december 1971, är en svensk tidigare ishockeyspelare och numera ishockeytränare i den österrikiska ishockeyklubben Graz 99ers. Efter att ha varit assisterande tränare i Färjestad BK i SHL blev Pennerborn säsongen 2017/2018 huvudtränare för laget. Han ledde laget fram till februari 2022, då han entledigades från uppdraget efter en säsong då laget inte ansågs ha motsvarat de högt ställda förväntningarna.

## Spelarkarriär
Pennerborn spelade ursprungligen i IK Westmannia från Köping. Han spelade mestadels i division 1 för Sunne IK under sin aktiva hockeykarriär. Han lade ner sin spelarkarriär efter säsongen 2005/2006.

## Tränarkarriär
Pennerborn började sin tränarkarriär säsongen 2006/07 i Sunne IK. Därefter jobbade han som assisterande tränare i Leksands IF innan han var huvudtränare i Grums för både A-laget och J20 Elit i totalt fyra säsonger. 2014 tog Pennerborn över Färjestads U16 Elit, 2016 fick han uppdrag som assisterande tränare för A-laget och sedan 2017 är han huvudtränare för Karlstadklubbens A-lag. Därmed efterträdde han Leif Carlsson som fick sparken efter säsongen 16/17. Han ledde därefter laget fram till februari 2022, då han entledigades från uppdraget till förmån för Thomas Mitell. 
Inför säsongen 2022/2023 värvades han som huvudtränare till Graz 99ers i den Österrikiska ishockeyligan.